# Малкіна Ганна Миколаївна
Ганна Миколаївна Малкіна (3 грудня 1978, Київ, УРСР) — українська політологиня, докторка політичних наук, доцентка, професорка кафедри Київського національного університету імені Тараса Шевченка.

## Біографія та кар'єра
У 2000 році закінчила філософський факультет Київського національного університету імені Тараса Шевченка. У 2004 році, після захисту кандидатської дисертації на тему «Взаємодія виборчої і партійної систем: світовий досвід та проблеми України», присуджено науковий ступінь кандидата політичних наук. Науковий ступінь доктора політичних наук присуджено у 2011 році після захисту докторської дисертації на тему «Політична відповідальність у демократичному суспільстві (інституціональний аспект)». Науковий керівник Петро Панасович Шляхтун. 
Область наукових інтересів: сучасна зарубіжна політологія, політична відповідальність, партійні та виборчі системи. Гарантка магістерської освітньої програми «Політологія» на філософському факультеті КНУ ім. Шевченка. Наукова керівниця кваліфікаційних та дисертаційних досліджень, заступник голови спеціалізованої вченої ради Київського національного університету імені Тараса Шевченка. 
Політична експертка на телебаченні та радіо.
З 2004 року працювала асистенткою на кафедрі політичних наук філософського факультету Київського національного університету імені Тараса Шевченка. На даний момент є професоркою кафедри.
Одружена з українським політиком, журналістом, депутататом VIII скликання Верховної Ради України Дмитром Добродомовим.